# Euphorbia ivanjohnstonii
Euphorbia ivanjohnstonii es una especie fanerógama perteneciente a la familia de las euforbiáceas.  Es originaria de  México donde se encuentra en Coahuila en la Sierra Santa Fé del Pino.

## Taxonomía
Euphorbia ivanjohnstonii fue descrita por Marshall Conring Johnston y publicado en Wrightia 5(5): 129. 1975.
Etimología
Euphorbia: nombre genérico que deriva del médico griego del rey Juba II de Mauritania (52 a 50 a. C. - 23), Euphorbus, en su honor – o en alusión a su gran vientre –  ya que usaba médicamente Euphorbia resinifera. En 1753 Carlos Linneo asignó el nombre a todo el género.
ivanjohnstonii: epíteto otorgado  en honor del botánico estadounidense Ivan Murray Johnston, uno de los primeros estudiosos del Desierto de Chihuahua
Sinonimia
- Euphorbia ivanjohnstonii f. longifolia B.L.Turner
- Tithymalus ivanjohnstonii (M.C.Johnst.) Soják[5][6]